# Vangelis

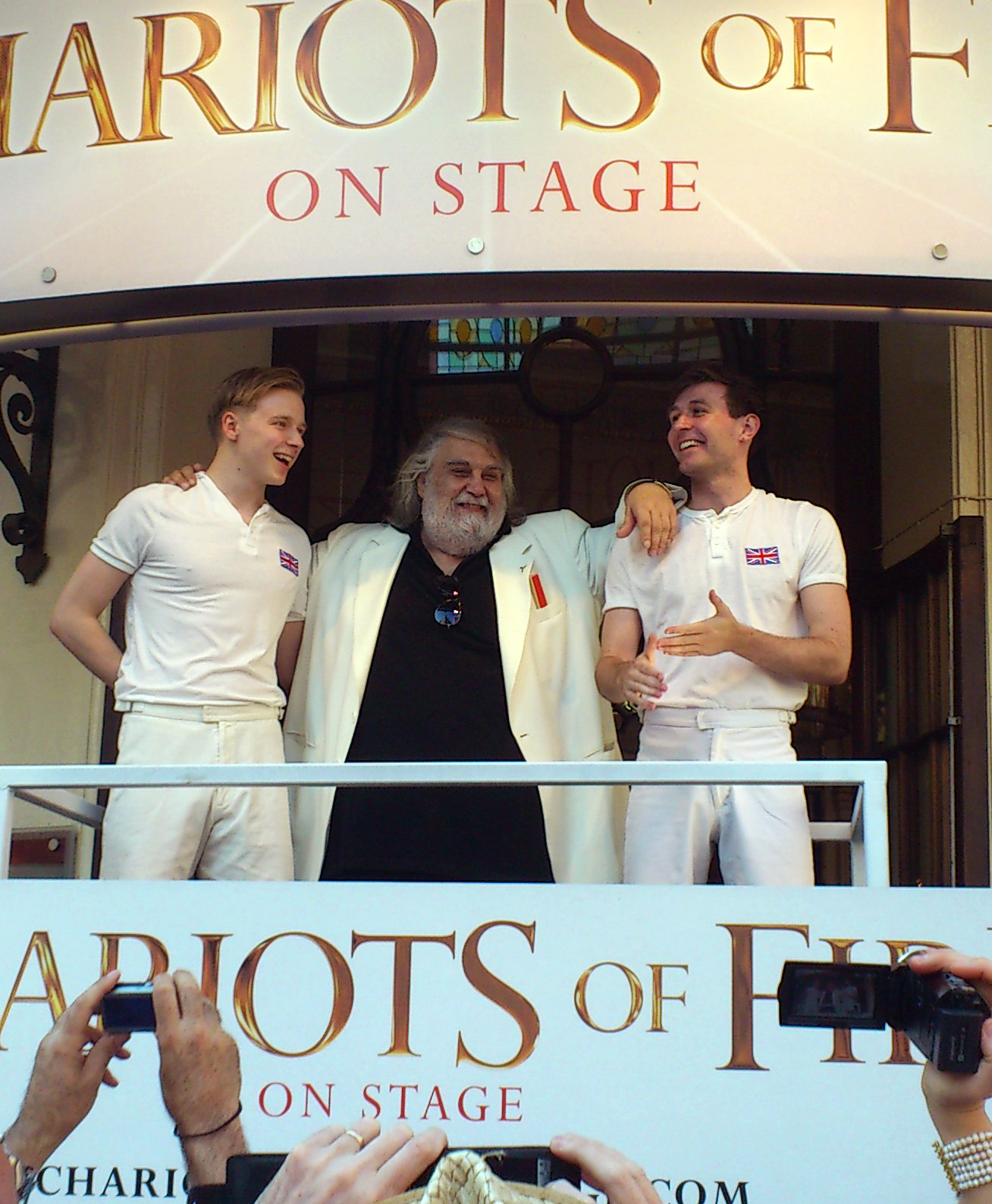
Vangelis i London 2012.

Vangelis (grekiska Βαγγέλης), egentligen Evánghelos Odysséas Papathanassíou (grekiska Ευάγγελος Οδυσσέας Παπαθανασίου), född 29 mars 1943 i Agriá i Thessalien, död 17 maj 2022 i Paris, Frankrike, var en grekisk kompositör och musiker. Han har komponerat mycket filmmusik. Vangelis var verksam inom den elektroniska musiken och syntmusiken från genrens genombrott under 1970-talet. Tillsammans med Kraftwerk och Jean Michel Jarre är Vangelis förgrundsfigur inom elektronisk musik. Han hade utöver sin solokarriär framgångar i samarbeten, inte minst i duon Jon & Vangelis.

## Utmärkelser
Asteroiden 6354 Vangelis är uppkallad efter honom.

## Karriär

### Unga år
Vangelis började spela piano redan som fyraåring, men har trots detta aldrig kunnat läsa eller skriva noter. Som sexåring började han på en musikskola i Aten, och strax därpå höll han sin första konsert med eget material. Vangelis älskade musik, komposition och framträdanden, men avskydde den teoretiska läran. När en lärare bad honom spela ett stycke från papper, låtsades han läsa noterna men spelade istället ur minnet. Han lyckades sällan lura sina lärare, men han brydde sig inte om det.
Som fjortonåring fick han en elektrisk orgel som han målade med guldfärg. Det var detta instrument som väckte hans intresse för elektronisk musik, men han blev snart besviken när det visade sig att de tidiga 1960-talssynthesizerna var grova och oförfinade. Det var även runt den här tiden, som medlem i det populära grekiska Thessaloniki-baserade bandet The Forminx, han bytte namn till Vangelis vilket betyder ängel som bringar goda nyheter.
Med Forminx fick Vangelis tidigt smaka på succé, då bandet var det första popbandet i Grekland. De spelade ofta för 10 000 åskådare med tillhörande hysteri. Vangelis tyckte det var skoj, men ganska ointressant.
1967, efter militärkuppen i Grekland, flyttade Vangelis till Paris där han tillsammans med landsmännen Demis Roussos och Loukas Sideras bildade gruppen Aphrodite's Child. Under detta namn släpptes albumet Rain and Tears och dubbelalbumet 666.

### 1970-tal
Strax därpå upplöstes gruppen, men istället för att söka en ny grupp började Vangelis skriva musik för franska tv-dokumentärer. Han skrev även filmmusiken till Frédéric Rossifs L'Apocalypse des Animaux. 1971 släppte Vangelis sitt första soloalbum, Dragon, och året efter började han producera filmmusik. 1974 flyttade han till London och började där ett samarbete med rockgruppen Yes. Enligt rykten ska Vangelis ha ersatt dåvarande keybordisten Rick Wakeman, men han upptäckte snabbt att hans egen musikaliska inriktning inte skulle överensstämma med gruppens. En långvarig vänskap skapades dock med gruppens sångare, Jon Anderson. Detta år släpptes även Vangelis sitt första riktiga soloalbum - Earth.
Året därpå, 1975, byggde Vangelis en egen inspelningsstudio vid Marble Arch i London. Studion hette Nemo Studios, men Vangelis kallade det för sitt laboratorium. Det var i denna studio han spelade in Heaven and Hell senare samma år. Det var musik från detta album som senare kom att användas som musik till Carl Sagans tv-serie Cosmos. I rask takt släpptes också Albedo 0.39 1976, Spiral 1977, Beaubourg 1978 och China 1979.

### 1980-tal
1981 gjorde Vangelis den filmmusik som gjorde det största intrycket på världspubliken; musiken till filmen Triumfens ögonblick (eng. Chariots of Fire). Vangelis hade skapat huvudtemat på en eftermiddag med en serie synthesizers i ett rum. Vangelis belönades med en Oscar för bästa filmmusik året därpå, samma år som han skapade det musikaliska temat till Ridley Scotts kultklassiker Blade Runner.
Albumet To The Unknown Man släpptes 1982, och året därpå släppte han tillsammans med Jon Anderson skivorna The Friends of Mr Cairo och Private Collection (vilket innehöll ett 23-minutersspår som heter Horizons). Under tiden hade succén från Triumfens ögonblick spritt sig såpass att musiken 1984 användes som signaturmelodi till de Olympiska vinterspelen i Sarajevo.
1985 beslöt sig Vangelis för att prova på något nytt och skrev musik för balettuppföranden av Frankenstein och Skönheten och odjuret, framförda av London's Royal Ballet under de två nästföljande åren. Samma år släppte han dessutom soloalbumet Mask. 1988 komponerade han Direct.

### 1990-tal
1990 skrev och släppte Vangelis albumet The City, som var ett steg i ännu en ny musikalisk riktning. Han släppte soloalbum under hela 90-talet, med gjorde sällan framträdanden. 1992 mottog han l’ordre des Arts et des Lettres  - en av Frankrikes mer prestigefyllda utmärkelser. Samma år komponerade Vangelis musiken till Roman Polanskis erotiska thrillerdrama Bitter Moon.

## Diskografi

### Studioalbum
- (1972) Fais que Ton Rêve Soit Plus Long que la Nuit (Se till att din dröm varar längre än natten)
- (1973) Earth
- (1975) Heaven and Hell
- (1976) Albedo 0.39
- (1977) Spiral
- (1978) Beaubourg
- (1979) China
- (1980) See You Later
- (1984) Soil Festivities
- (1985) Mask
- (1985) Invisible Connections
- (1988) Direct
- (1990) The City
- (1995) Voices
- (1996) Oceanic
- (1998) El Greco
- (2001) Mythodea: Music for the Nasa Mission: 2001 Mars Odyssey
- (2016) Rosetta
- (2021) Juno to Jupiter

### Utgiven filmmusik
- (1970) Sex Power
- (1973) L'Apocalypse des Animaux - musik till Frédéric Rossifs TV-serie
- (1975) Entends-Tu les Chiens Aboyer?, återutgiven som Ignacio - musik till den mexikanska filmen No Oyes Ladrar los Perros? (Kan du höra hundarna skälla?)
- (1976) La Fête Sauvage
- (1979) Opera Sauvage - musik till Frédéric Rossifs TV serie
- (1981) Triumfens ögonblick
- (1982) Blade Runner
- (1983) Antarctica
- (1984) Bounty
- (1992) Conquest of Paradise
- (1994) Blade Runner - filmen kom 1982
- (2004) Alexander
- (2007) El Greco
- (2007) Blade Runner Trilogy 25th Anniversary
- (2012) Chariots of Fire - The Play (Music From The Stage Show)
- (2012) Trashed

### Begränsade utgåvor
- (1984) Silent Portraits - LP, 600 exemplar
- (1995) Foros Timis Ston Greco - CD, 3000 signerade exemplar, gavs senare ut i allmän utgåva som El Greco.
- (2004) Ithaca - CD-singel, 3000 exemplar

### Samarbeten
- (1977) Chinese Restaurant - Krisma
- (1979) Odes - Irene Papas
- (1979) Hibernation - Krisma
- (1980) Short Stories - Jon & Vangelis
- (1981) The Friends of Mr. Cairo - Jon & Vangelis
- (1981) Ich hab' keine Angst - Milva
- (1983) Private Collection - Jon & Vangelis
- (1986) Rapsodies - Irene Papas
- (1986) Geheimnisse - Milva
- (1991) Page of Life - Jon & Vangelis

### Samlingar
- (1978) The Best of Vangelis
- (1982) To the Unknown Man
- (1985) Magic Moments
- (1984) The Best of Jon & Vangelis - Jon & Vangelis
- (1989) Themes - även med tidigare outigvet material
- (1994) Chronicles - Jon & Vangelis
- (1995) Mundo Magico de Vangelis
- (1995) Themes II
- (1996) Portraits (So Long Ago, So Clear) - även med tidigare outigvet material
- (2000) Reprise 1990-1999 - även med tidigare outigvet material
- (2003) Odyssey: The Definitive Collection - även med tidigare outigvet material
- (2012) The Collection
- (2013) Light & Shadow: The Best of Vangelis

### Promotionalbum
- (1976) The Vangelis Radio Special

### Utgivna utan medgivande
Dessa är utgivna, men gjordes så utan Vangelis medgivande och drogs senare tillbaka.
- (1978) Hypothesis  (alt. Visions of the Future)
- (1978) The Dragon

### EP/Singlar med unikt material
- (1968) The Clock / Our Love Sleeps On The Water
- (1977) To The Unknown Man / To The Unknown Man 2
- (1979) The Long March / The Long March 2
- (1980) Don't Be Foolish / Doesn't Matter - Peter Marsh
- (1980) My Love / Domestic Logic One
- (1983) And When The Night Comes / Song Is - Jon & Vangelis
- (1991) Wisdom Chain - Jon & Vangelis
- (1992) In London - Neuronium
- (1996) Ask the Mountains - Stina Nordenstam
- (1996) A Separate Affair - Neuronium
- (1997) March With Me / Like a Dream - Montserrat Caballé
- (2001) Mythodea Special Edit
- (2002) Anthem - 2002 FIFA World Cup Official Anthem

## Källhänvisningar
1. ↑  läs online, www.oscars.org .[källa från Wikidata]
2. ↑  läs online, www.sofokleousin.gr .[källa från Wikidata]
3. ↑  https://www.theguardian.com/music/2022/may/19/vangelis-greek-composer-chariots-of-fire-blade-runner-dies
4. ↑  ”Vangelis Papathanasiou: Oscar-winning composer passes away at the age of 79” (på grekiska). Οικονομικός Ταχυδρόμος - ot.gr. 19 maj 2022. http://www.ot.gr/2022/05/19/english-edition/vangelis-papathanasiou-oscar-winning-composer-passes-away-at-the-age-of-79/. Läst 19 maj 2022.
5. ↑  https://greekreporter.com/2022/05/19/greek-composer-vangelis-papathanasiou/
6. ↑  ”Minor Planet Center 6354 Vangelis” (på engelska). Minor Planet Center. https://www.minorplanetcenter.net/db_search/show_object?object_id=6354. Läst 22 juli 2023.
7. ↑   Vangelis i Nationalencyklopedins nätupplaga. Läst 22 mars 2015.